# Église Notre-Dame-du-Pré de Donzy
L'église Notre-Dame-du-Pré est une ancienne église catholique en ruine située à Donzy, en France, dépendant du prieuré Notre-Dame du Pré de Donzy.

## Localisation
L'église est située dans le département français de la Nièvre, sur le territoire de la commune de Donzy.

## Historique
Située dans le diocèse d'Auxerre, elle relevait de l'ordre de Cluny.
L'édifice est classé au titre des monuments historiques par la liste des monuments historiques de 1840.
Église romane, placée sous le vocable de Notre-Dame, cette église fut ruinée pendant les guerres de Religion et vendue à la Révolution.
En 2023, une somme de 155 000 euros est attribuée à l’église par le Loto du patrimoine pour la restauration du tympan. Les travaux sont estimés à environ 500 000 euros au total.

## Architecture

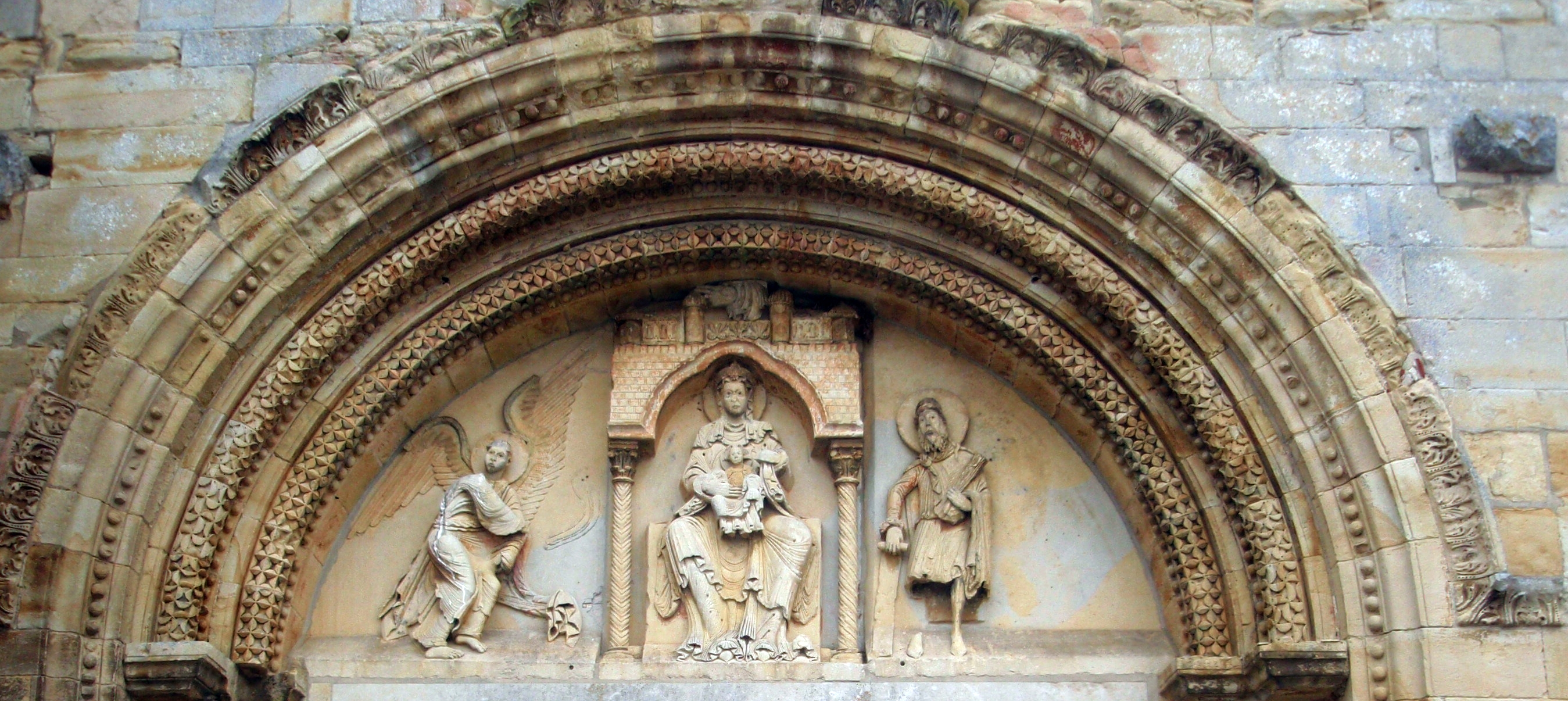
Tympan de l'église.

Notre-Dame du Pré est une église romane avec son narthex, comportant trois nefs à deux travées à bas-côtés, voûtées d'arêtes, dont les arcades retombent sur des colonnes engagées. Les chapiteaux aux décors de végétaux sont de type corinthien. Les vestiges se composent des deux premières travées de la nef, du clocher et d'une partie du mur de la nef maîtresse avec deux grandes arcades à plusieurs rouleaux.
Le tympan roman du portail ouest représente la Vierge assise tenant l'enfant Jésus nimbé sous un dais de style byzantin porté par des colonnettes sculptées. On remarque au-dessus de la Vierge la Main céleste. À gauche de la Vierge se trouve un ange et à sa droite le prophète Isaïe, tenant une palme de la main gauche et un phylactère de la main droite. L'ensemble est encadré de voussures finement décorées.

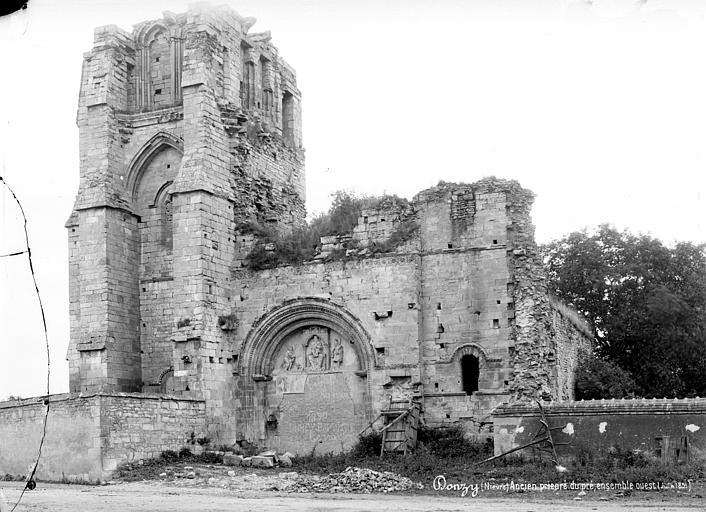
L'église en 1891 (photo de Séraphin-Médéric Mieusement).

Le cimetière actuel est à l'emplacement du transept, du chœur et de la crypte.
On trouve à l’intérieur de l’église une tombe en dos d’âne portant le nom de Charles Roussel, chanoine de Donzy, mort en 1599.